# براونشونده
براونشونده (به آلمانی: Braunschwende) یک منطقهٔ مسکونی در آلمان است که در مانزفیلد واقع شده‌است. براونشونده ۵۸۴ نفر جمعیت دارد.